# أبو بكر بن المقرئ
أبو بكر محمد بن إبراهيم بن علي بن عاصم بن زاذان الأصبهاني الخازن الحافظ الجوال الصدوق مُسْنِد الوقت، صاحب (المعجم) والرحلة الواسعة. وأغلب هذه الترجمة مقتبسة من سير أعلام النبلاء.

## نشأته
ولد 285 هـ الموافق 898 في أصفهان، وأول سماعه 300 هـ.

## شيوخه
1. أبو يعلى الموصلي سمع منه بالموصل
2. أبو القاسم البغوي سمع منه ببغداد
3. ابن المنذر سمع منه بمكة
4. سعيد بن عبد العزيز بدمشق
5. مكحول ببيروت
6. أبو جعفر الطحاوي سمع منه بمصر

## طلابه
1. أبو الشيخ بن حيان وهو أكبر منه
2. أبو بكر بن مردويه
3. أبو سعيد النقاش
4. أبو نعيم الأصفهاني
5. حمزة بن يوسف السهمي
6. أبو منصور محمد بن الحسن الصواف

## الثناء عليه
قال ابن مردويه في (تاريخه): ثقة مأمون، صاحب أصول.
وقال أبو نعيم: محدث كبير، ثقة، صاحب مسانيد، سمع ما لا يحصى كثرة.
وقال أبو بكر بن المقرئ عن نفسه: طفت الشرق والغرب أربع مرات.
وقال أيضاً: دخلت بيت المقدس عشر مرات، وحججت أربع حجات، وأقمت بمكة خمسة وعشرين شهراً.
وقال الذهبي: سمع ابن المقرئ الحديث في نحو من خمسين مدينة.

## مذهبه
قال ابن المقرئ: مذهبي في الأصول مذهب أحمد بن حنبل، وأبي زرعة الرازي.

## وفاته
توفي بأصبهان في 381 هـ الموافق 991 

## كتبه
1. معجم ابن المقرئ
2. الرخصة في تقبيل اليد
3. جزء فيه أحاديث نافع بن أبي نعيم
4. الأربعون
5. من حديث ابن المقرئ
6. المنتخب من غرائب مالك
7. الثالث عشر من فوائد ابن المقرئ[5]